# رابرت هاموند
رابرت هاموند (انگلیسی: Robert Hammond؛ زادهٔ ۶ مهٔ ۱۹۸۱) بازیکن هاکی روی چمن اهل استرالیا است که در مسابقات کشوری و بین‌المللی در مجموع برندهٔ ۷ مدال طلا، ۳ مدال نقره، ۱ مدال برنز شده‌است.